# Eningen unter Achalm
Eningen unter Achalm ist eine Gemeinde am Fuß des Albtraufs, unmittelbar östlich von Reutlingen. Sie gehört zur Region Neckar-Alb und zur europäischen Metropolregion Stuttgart. Der Ort ist nicht zu verwechseln mit der Gemeinde Ehningen im Landkreis Böblingen. Eningen ist mit seiner gesamten Gemarkung ein Teil des Biosphärengebiets Schwäbische Alb und des UNESCO Geoparks Schwäbische Alb. Eningen ist eine durch das Landratsamt Reutlingen rezertifizierte Gesunde Gemeinde.

## Geographie

### Geographische Lage
Eningen liegt zwischen der Achalm und dem Albtrauf. Das Gemeindegebiet erstreckt sich über eine Höhe von 402,1 m ü. NHN beim Südbahnhof bis 792 m ü. NHN beim Wolfsfelsen auf der Albhochfläche.

### Nachbargemeinden
Folgende Städte und Gemeinden grenzen an die Gemeinde Eningen und gehören zum Landkreis Reutlingen:
|            | Metzingen                                   |            |
| Reutlingen | Kompassrose, die auf Nachbargemeinden zeigt |            |
| Pfullingen |                                             | St. Johann |

### Gemeindegliederung
Zur Gemeinde gehören das Dorf Eningen unter Achalm und die Einzelhäuser und Häusergruppen Albgut Lindenhof, Arbachmühle, Bahnhof Reutlingen-Süd, Harret, Schafhaus und Talgut Lindenhof. Talgut Lindenhof (Unterer Lindenhof) und Albgut Lindenhof (Oberer Lindenhof) sind heute Versuchsstationen für Tierhaltung und Tierzüchtung sowie Pflanzenzüchtung der Universität Hohenheim.
Der Flurname Hofen am Weg nach St. Johann deutet auf eine abgegangene Ortschaft hin.

## Geschichte

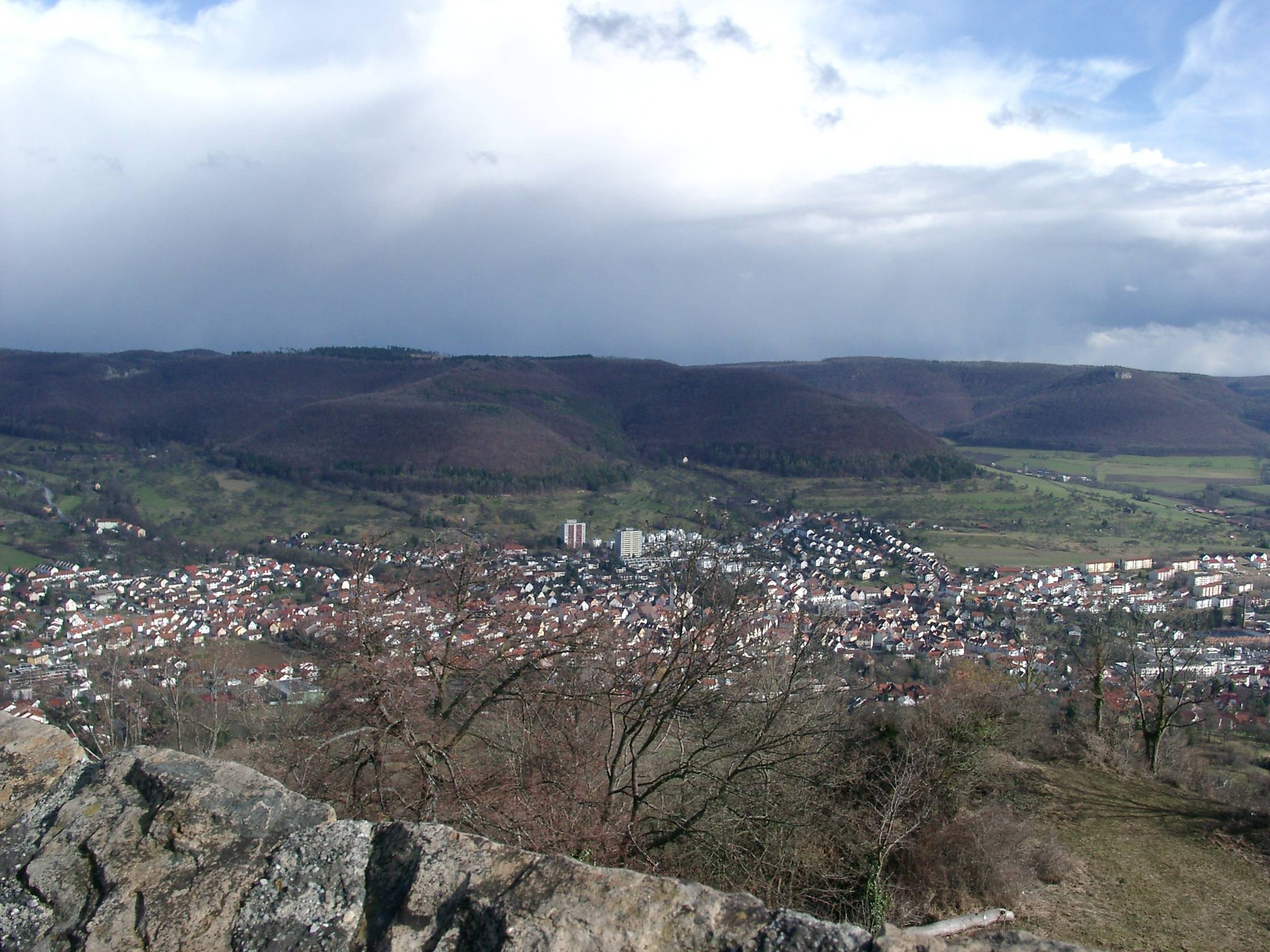
Blick auf Eningen vom Aussichtsturm auf der Achalm

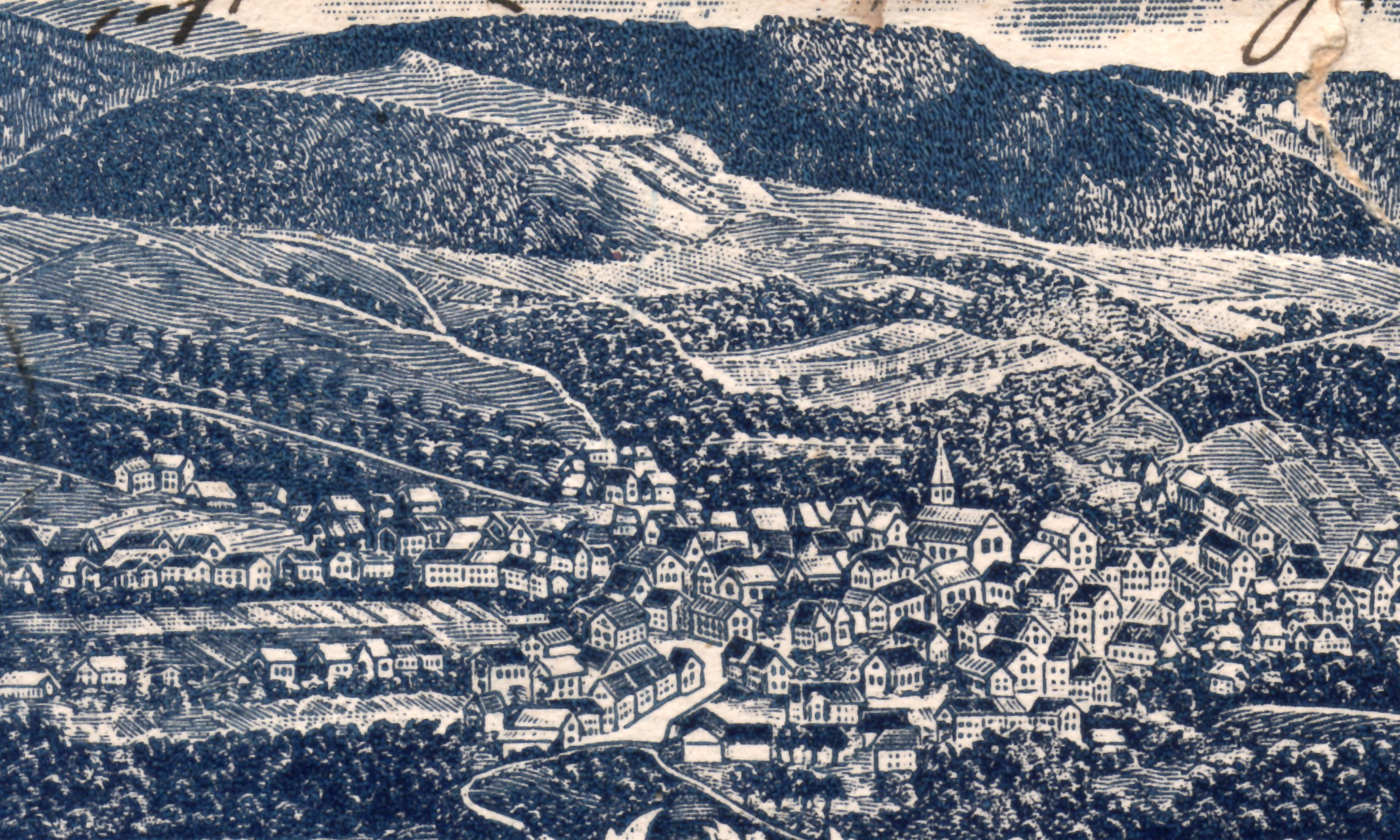
Eningen im Jahre 1901

### Eningen
Eningen wurde um 300 n. Chr. in einer sonnigen, bergumschirmten Waldschlucht vermutlich von der Sippe eines Alemannen Ano gegründet.
Die erste urkundliche Erwähnung des Namens Eningen findet sich 1089 im Bempflinger Vertrag des Klosters Zwiefalten. Seine Markung reichte im Mittelalter an Würtingen, bis zur Mädlinshalde gegen Pfullingen und schloss noch Loschenhalde und Betzenried ein. Hier durften die Eninger wie die Pfullinger ihr Vieh hertreiben, die Reutlinger mussten zur Behütung ihrer Weinberge einen Hirten halten, der dem Schultheiß von Eningen anzuzeigen hatte (Vertrag vom 7. Juli 1572). Nach dem Vertrag nach Judika 1513 gehörten die Weiden Eningen allein. Diese Rechte reichten noch länger zurück als der Kauf des Berges durch die Ermstalgrafen um das Jahr 1000 und blieben daher auch bestehen. Im Mittelalter nutzte man einen großen Teil des umgebenden Waldes und des heute landwirtschaftlich genutzten Ackerlandes als Viehweide. Gehalten hat sich zu diesem Zweck über lange Zeit die Hochfläche Eningens auf der Schwäbischen Alb, wo man heute die beiden Zuchtgüter Schafhaus und Oberer Lindenhof findet.
Im Dreißigjährigen Krieg wurde ein Drittel der Eninger Häuser zerstört. Von 1637 bis 1648 gehörte der Ort – mit Unterbrechungen – zur „Pfandschaft Achalm“ und wurde von den Erzherzögen von Österreich-Tirol in Innsbruck regiert. Ein Versuch der Erzherzogin Claudia von Österreich-Tirol (1604–1648), die katholische Messe wieder einzuführen, scheiterte am Widerstand der Einwohner.
Danach erfuhr das Dorf einen Aufschwung durch den Landhandel, der Eningen zum "schönsten und volkreichsten Dorf Württembergs" machte. 1833 zählte man bereits über 5000 Einwohner. Heute steht am ehemaligen Marktplatz an der Hauptstraße das Denkmal des Eninger Krämers.
Bei der Errichtung des Königreichs Württemberg gehörte Eningen zum Oberamt Urach. 1842 kam das Dorf zum Oberamt Reutlingen, 1938 zum gleichnamigen Landkreis. 1899 erhielt Eningen über die 1974 stillgelegte Schmalspurbahn Lokalbahn Reutlingen–Eningen eine direkte Verbindung nach Reutlingen. 1945 wurde der Ort Teil der französischen Besatzungszone und erfuhr somit 1947 die Zuordnung zum neu gegründeten Land Württemberg-Hohenzollern, welches 1952 im Land Baden-Württemberg aufging.

### Eitlingen
Neben dem Dorf Eningen befand sich einst noch das Dorf Eitlingen. Erwähnungen finden sich 1454 als Gewand Nydlingen und 1555 in Form einer Badstube im Neidling. Das Dorf befand sich dort, wo heute die Grabenstraße hinaufführt. Mit der Zeit wuchsen die Ansiedlungen zusammen, doch bis heute findet sich die Eitlinger Straße in Eningen.
Bis heute gibt es eine Anzahl von Orten mit ähnlich lautendem Namen. Es sind im Landkreis Böblingen die Gemeinde Aidlingen, im Landkreis Esslingen die Gemeinde Neidlingen, im mittelfränkischen Landkreis Ansbach der Feuchtwanger Ortsteil Neidlingen und in Niederösterreich die Marktgemeinde Neidling nordwestlich von Sankt Pölten. Darüber hinaus existiert der Name Neidling als Familiennamen.

### Einwohnerentwicklung

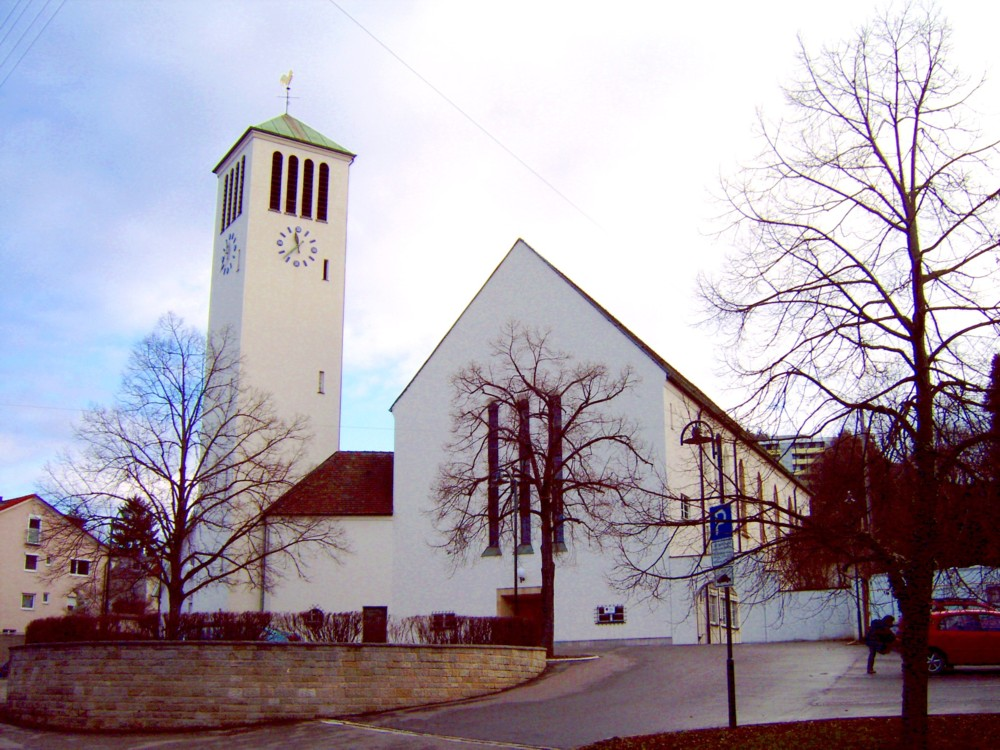
Evangelische Andreaskirche

Historische Einwohnerzahlen von Eningen unter Achalm.
| Jahr    | Einwohnerzahlen |
| ------- | --------------- |
| 1605    | 933             |
| Um 1630 | 1.200           |
| 1654    | 691             |
| 1676    | 889             |
| 1716    | 1.417           |
| 1724    | 1.623           |
| 1736    | 2.024           |
| 1768    | 2.473           |

| Jahr | Einwohnerzahlen |
| ---- | --------------- |
| 1833 | 5.015           |
| 1846 | 4.844           |
| 1871 | 3.345           |
| 1890 | 3.510           |
| 1910 | 4.313           |
| 1925 | 4.351           |
| 1933 | 4.675           |
| 1950 | 6.158           |

| Jahr | Einwohnerzahlen |
| ---- | --------------- |
| 1970 | 8.401           |
| 1987 | 9.309           |
| 1990 | 9.675           |
| 1995 | 10.032          |
| 2000 | 10.413          |
| 2005 | 10.857          |
| 2010 | 11.069          |
| 2015 | 10.951          |
| 2020 | 11.166          |

ab 1871 Volkszählungsergebnisse, ab 1990 Veröffentlichungen des Statistischen Landesamtes BW

## Politik

### Gemeinderat

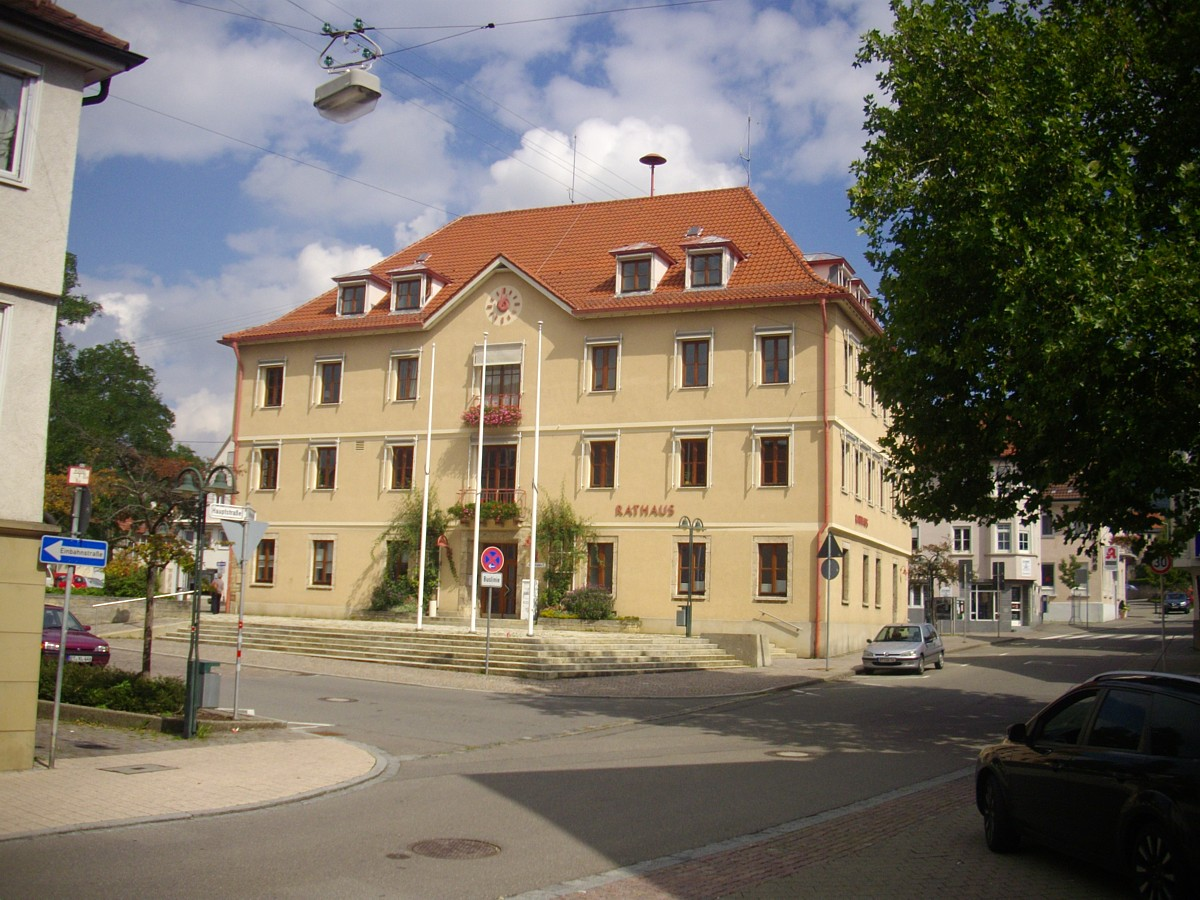
Eninger Rathaus

Der Gemeinderat in Eningen besteht aus den 18 gewählten ehrenamtlichen Gemeinderäten und dem Bürgermeister als Vorsitzendem. Der Bürgermeister ist im Gemeinderat stimmberechtigt. Die Kommunalwahl am 9. Juni 2024 führte zu folgendem Endergebnis. 
| Parteien und Wählergemeinschaften | Parteien und Wählergemeinschaften           | % 2024  | Sitze 2024 | % 2019 | Sitze 2019 | Kommunalwahl 2024 %403020100 34,14 % (+1,04 %p)37,34 % (+6,54 %p)16,31 % (−6,39 %p)12,21 % (−1,19 %p) CDUFWGALSPD20192024 |
| FW                                | Freie Wählervereinigung Eningen             | 37,34   | 7          | 30,8   | 6          | Kommunalwahl 2024 %403020100 34,14 % (+1,04 %p)37,34 % (+6,54 %p)16,31 % (−6,39 %p)12,21 % (−1,19 %p) CDUFWGALSPD20192024 |
| CDU                               | Christlich Demokratische Union Deutschlands | 34,14   | 6          | 33,1   | 6          | Kommunalwahl 2024 %403020100 34,14 % (+1,04 %p)37,34 % (+6,54 %p)16,31 % (−6,39 %p)12,21 % (−1,19 %p) CDUFWGALSPD20192024 |
| GAL                               | Grüne und alternative Liste                 | 16,31   | 3          | 22,7   | 4          | Kommunalwahl 2024 %403020100 34,14 % (+1,04 %p)37,34 % (+6,54 %p)16,31 % (−6,39 %p)12,21 % (−1,19 %p) CDUFWGALSPD20192024 |
| SPD                               | Sozialdemokratische Partei Deutschlands     | 12,21   | 2          | 13,4   | 2          | Kommunalwahl 2024 %403020100 34,14 % (+1,04 %p)37,34 % (+6,54 %p)16,31 % (−6,39 %p)12,21 % (−1,19 %p) CDUFWGALSPD20192024 |
| gesamt                            | gesamt                                      | 100,0   | 18         | 100,0  | 18         | Kommunalwahl 2024 %403020100 34,14 % (+1,04 %p)37,34 % (+6,54 %p)16,31 % (−6,39 %p)12,21 % (−1,19 %p) CDUFWGALSPD20192024 |
| Wahlbeteiligung                   | Wahlbeteiligung                             | 63,21 % | 63,21 %    | 61,2 % | 61,2 %     | Kommunalwahl 2024 %403020100 34,14 % (+1,04 %p)37,34 % (+6,54 %p)16,31 % (−6,39 %p)12,21 % (−1,19 %p) CDUFWGALSPD20192024 |

### Bürgermeister

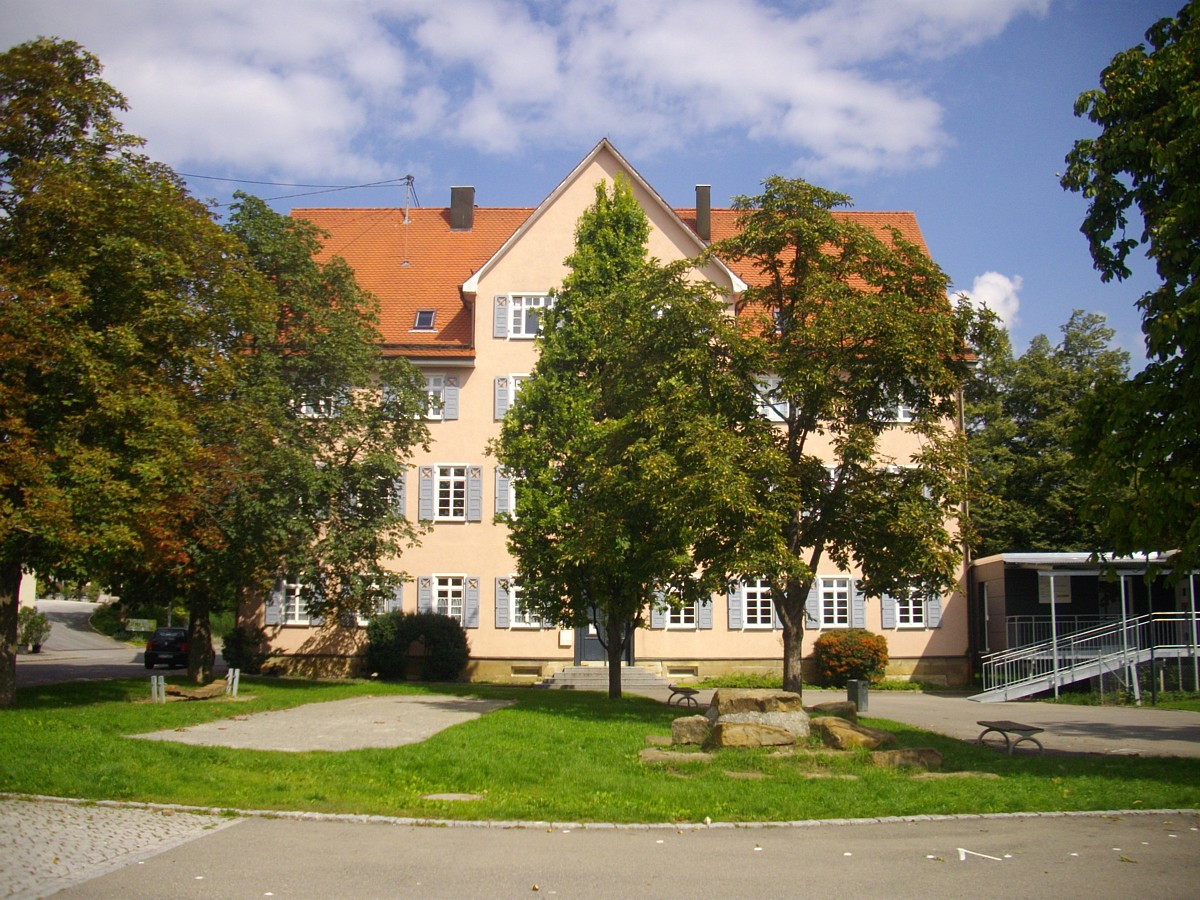
Das Spital

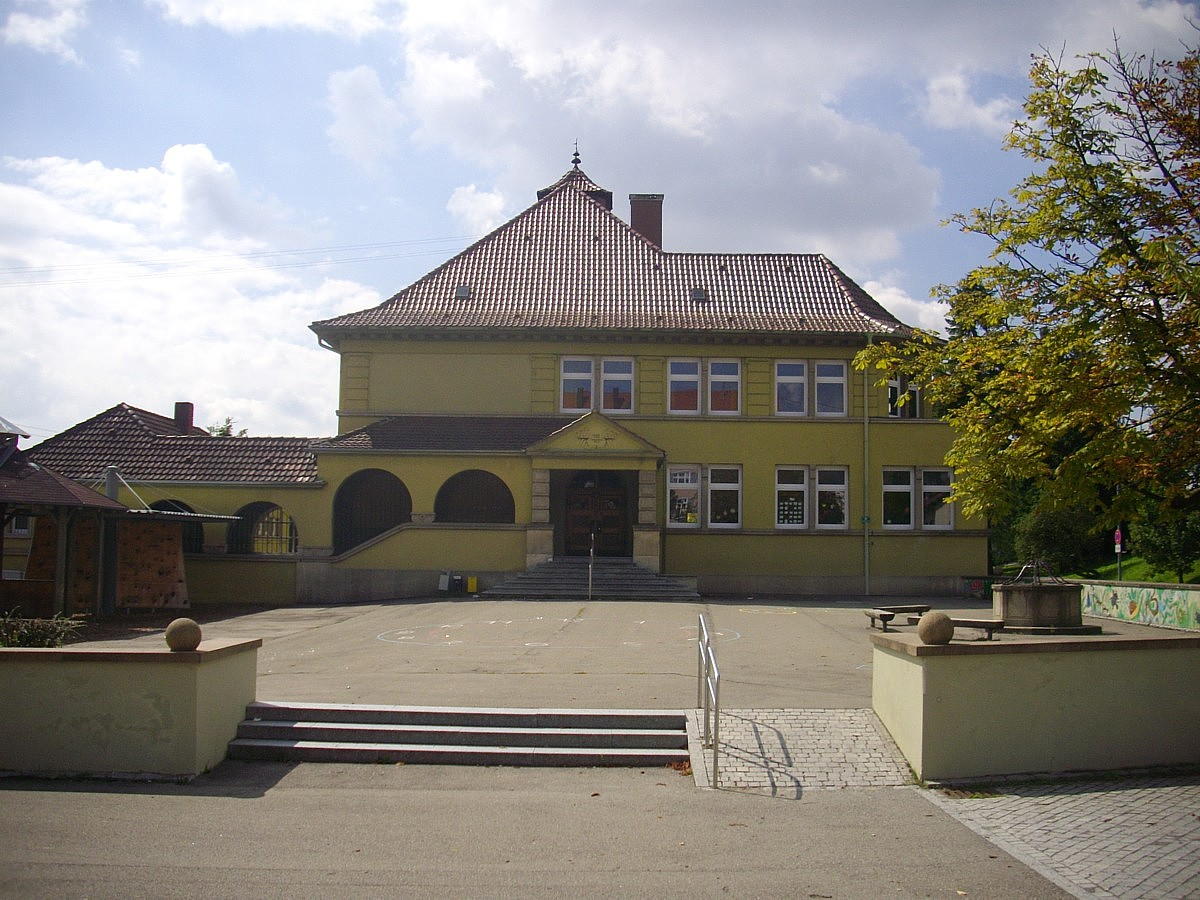
Die Schillerschule

Der Bürgermeister wird für eine Amtszeit von acht Jahren gewählt. Eric Sindek ist seit dem 1. September 2023 der Bürgermeister von Eningen. Er wurde am 25. Juni 2023 mit 80,8 Prozent der Stimmen zum Bürgermeister gewählt.
- 1383: Syfrit Kaib
- 1454, 1470 erwähnt: Hans Gretzinger
- Um 1484: Hans Hummel
- Um 1518: Ludwig Mutschler
- Um 1521: Conrat Hummel
- Um 1542: Hans Bausch
- Um 1546: Gerhard Meulin (Mayle, Meile)
- Um 1579: Hans Kifer
- Um 1588: Kaspar Wickh
- Um 1591: Hans Mickenmee
- Um 1612: Melchior Jäger
- Um 1619: Georg Müller
- Um 1631: Michael Mader
- Um 1644: Georg Müller
- Um 1657: Peter Jäger
- Um 1680: Hans Mader
- Um 1687: Johannes Homel
- 1692–1710: Johann Jakob Sautter
- 1711–1716: Johann Georg Mühleisen
- Um 1717: Franz Beckh
- Um 1718: Michael Rall
- Um 1725: Johann Jakob Rall
- Um 1728: Michael Sautter
- 1729–1749: Johann Adam Wickh
- 1749–1762: Johannes Eytel
- 1763–1767: Christian Gottlieb Schmid
- 1767–1788: Johannes Eytel
- 1788–1805: Kraft Philipp Eytel
- 1806–1810: Jakob Friedrich Walther
- 1810–1824: Friedrich Wilhelm Louis Faber
- 1824–1833: Gottlieb Friedrich Rettich
- 1833–1842: Johann Christian Friederich
- 1842–1845: Christian Ag. Bilfinger
- 1845–1848: Ludwig Hoffmann
- 1848–1854: Gg. Fr. G. Hermann
- 1855–1873: Hermann Amos
- 1874–1899: Karl Sautter
- 1900–1930: Paul Hüzel
- 1930–1945: Hans Maier
- 1945–1949: Carl Krüger
- 1949–1964: Hans Maier
- 1965–1987: Günther Zeller
- 1987–2003: Jürgen Steinhilber (Freie Wähler)
- 2003–2007: Margarete Krug (CDU)
- 2007–2023: Alexander Schweizer (SPD)
- seit 2023: Eric Sindek (parteilos)

### Wappen
| Wappen der Gemeinde Eningen unter Achalm | Blasonierung: „In Blau eine silberne (weiße) Lilie.“ |
| Wappen der Gemeinde Eningen unter Achalm | Wappenbegründung: Die Gemeinde Eningen unter Achalm führte ein wohl im 18. Jahrhundert entstandenes Fleckensiegel, das bereits den Wappenschild mit der nicht sicher gedeuteten Lilie enthält. Vielleicht ist die Wappenfigur im Zusammenhang mit einer ehemals am Fuß der Achalm gelegenen Marienkapelle als Mariensymbol aufzufassen? Die Wappen- und Flaggenfarben wurden 1935 erwähnt, sollen aber nach damaliger Angabe schon früher im Gebrauch gewesen sein. |

### Gemeindepartnerschaften
Eningen unterhält seit dem 20. April 1968 eine Gemeindepartnerschaft mit der französischen Gemeinde Charlieu im Département Loire und seit dem 29. Mai 1988 mit dem englischen Calne in der Grafschaft Wiltshire.

## Kultur und Sehenswürdigkeiten

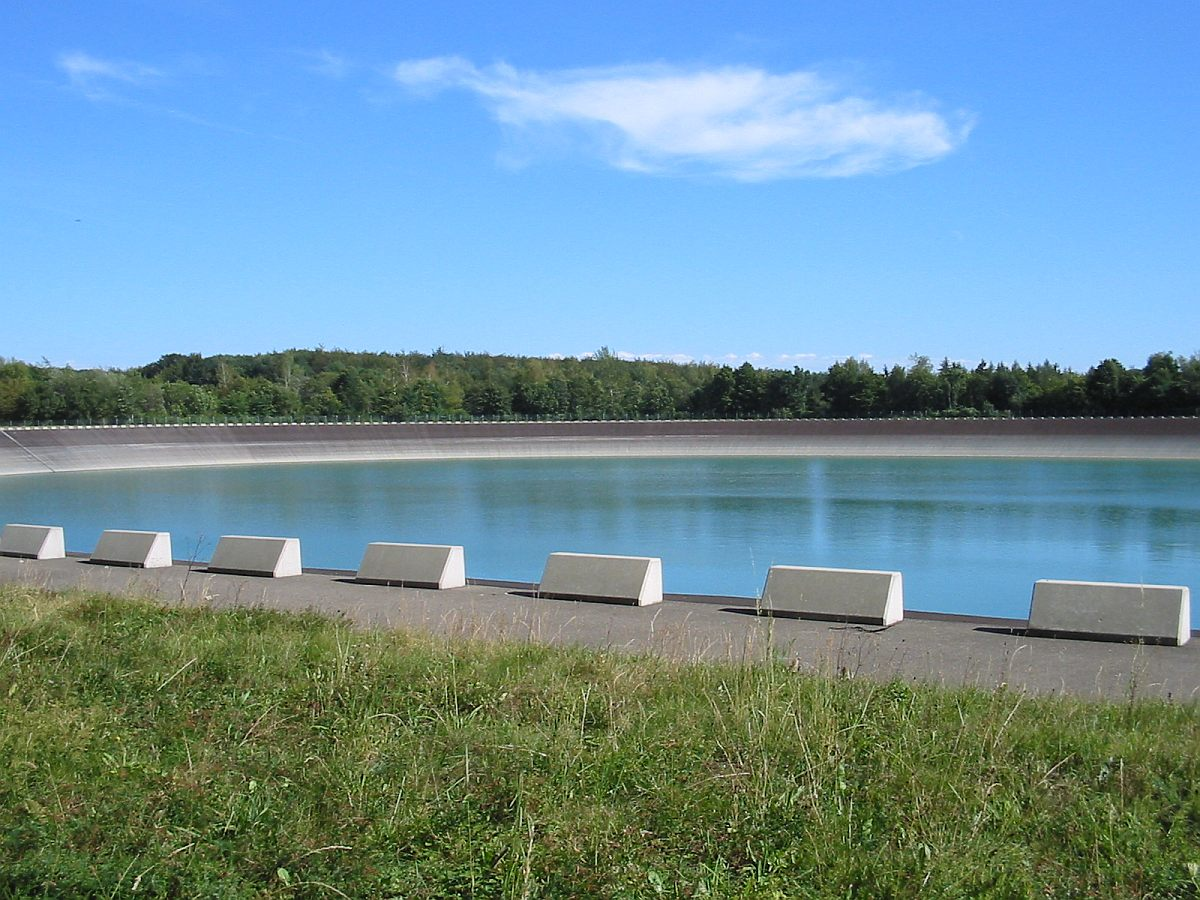
Oberes Speicherbecken

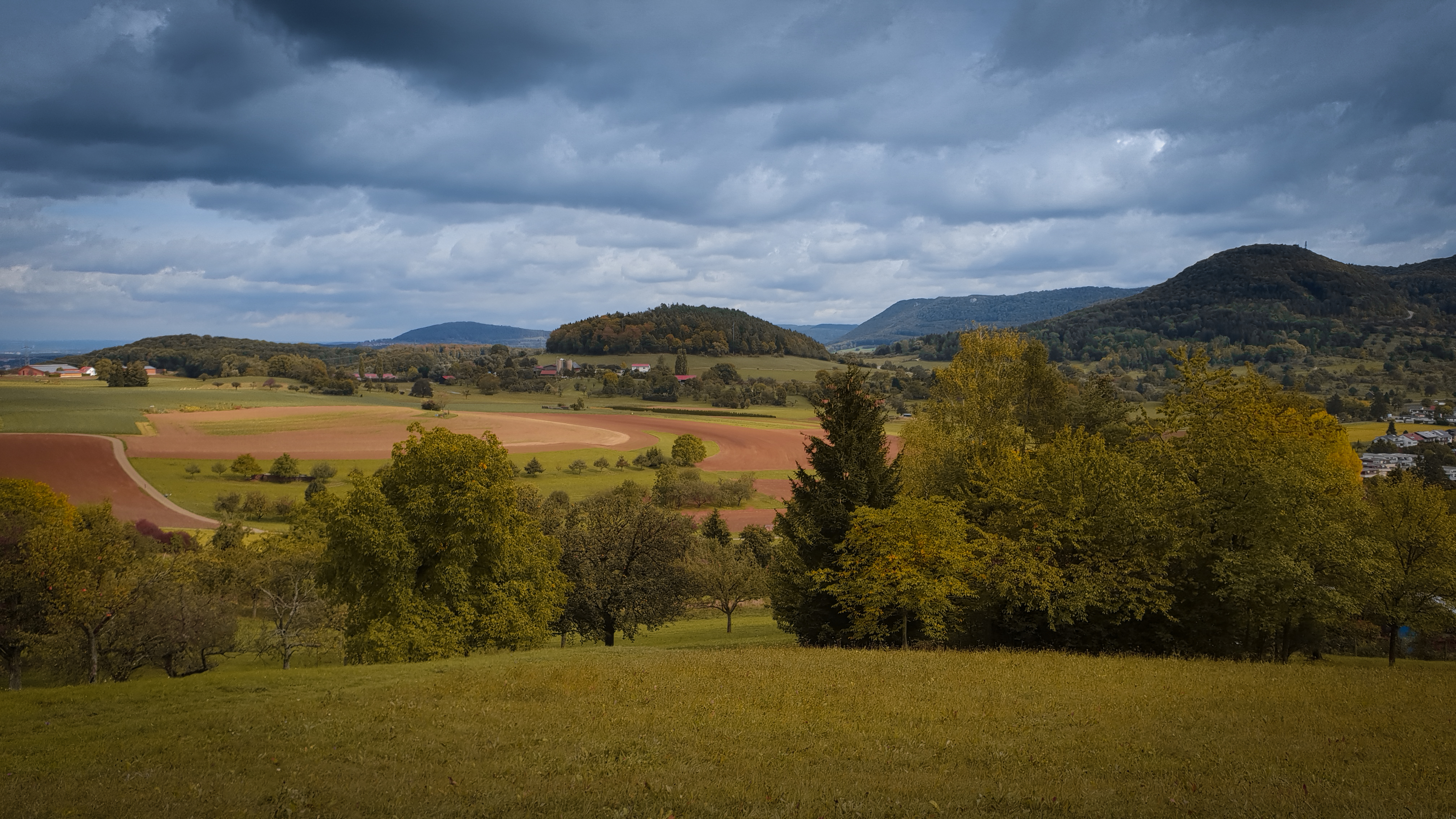
Blick von der Achalm auf den Rangenberg in Eningen. Daneben erstreckt sich der Albtrauf mit Blick ins Ermstal.

### Bauwerke
- Evangelische Andreaskirche von 1929/30, ein Beispiel frühmoderner Kirchenarchitektur
- Oberes Speicherbecken des Pumpspeicherwerks Glems mit einem Fassungsvermögen von 0,9 Mio. m³
- 90 Meter hoher Richtfunkmast in Stahlfachwerkbauweise auf dem Grasberg (778 m ü. NN)

### Parks
- Naherholungsgebiet „Eninger Weide“ mit Wildgehege

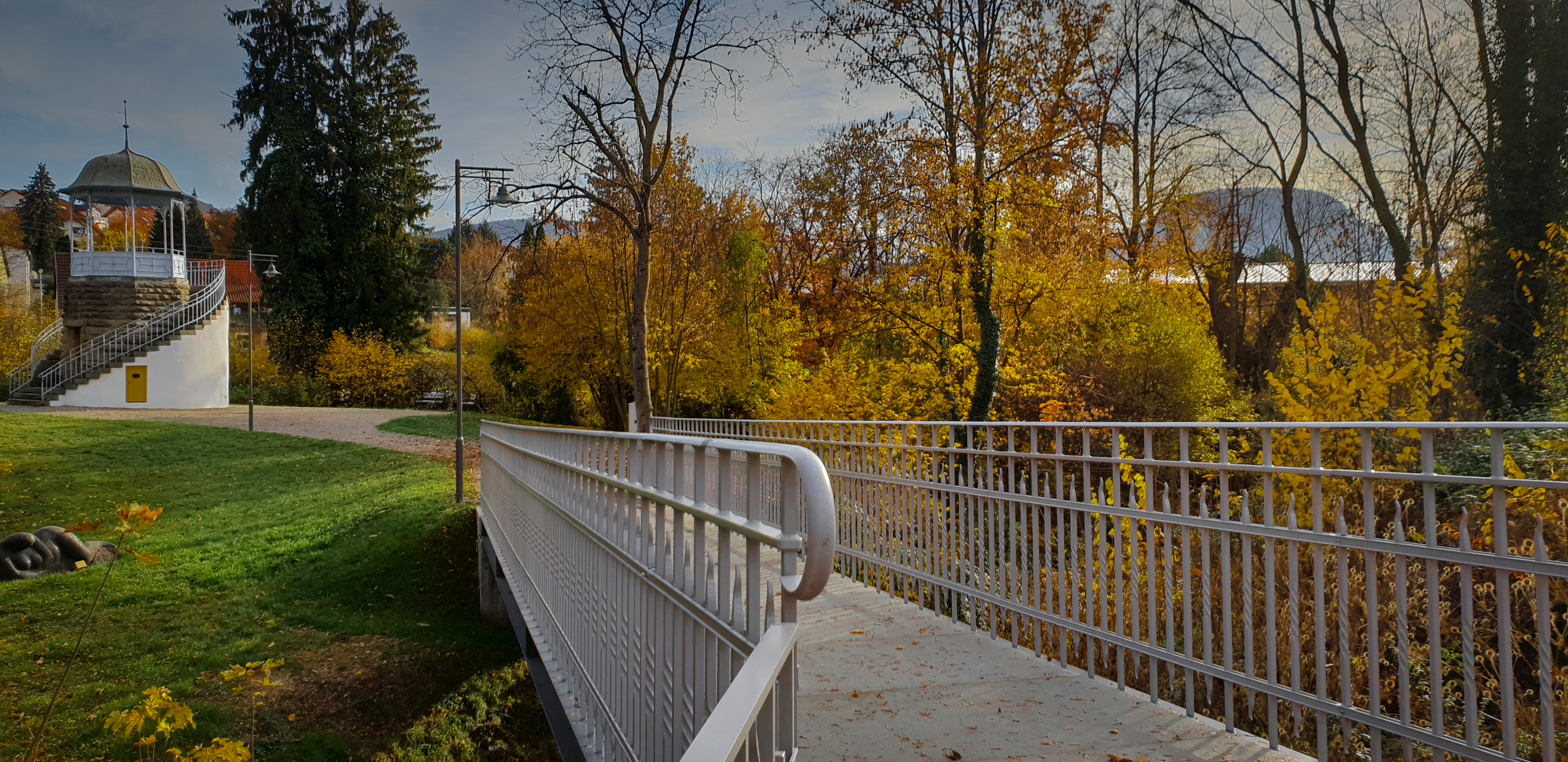
Der Park "Am Türmle" mit seinem charakteristischen Türmle. Im Vordergrund die Skulptur "Die Liegende" des Künstlers Eduard Raach-Döttinger.

- Krügerpark
- Parkanlage "Am Türmle"[11]Der Park "Am Türmle" mit seinem charakteristischen Türmle. Im Vordergrund die Skulptur "Die Liegende" des Künstlers Eduard Raach-Döttinger.

### Naherholung

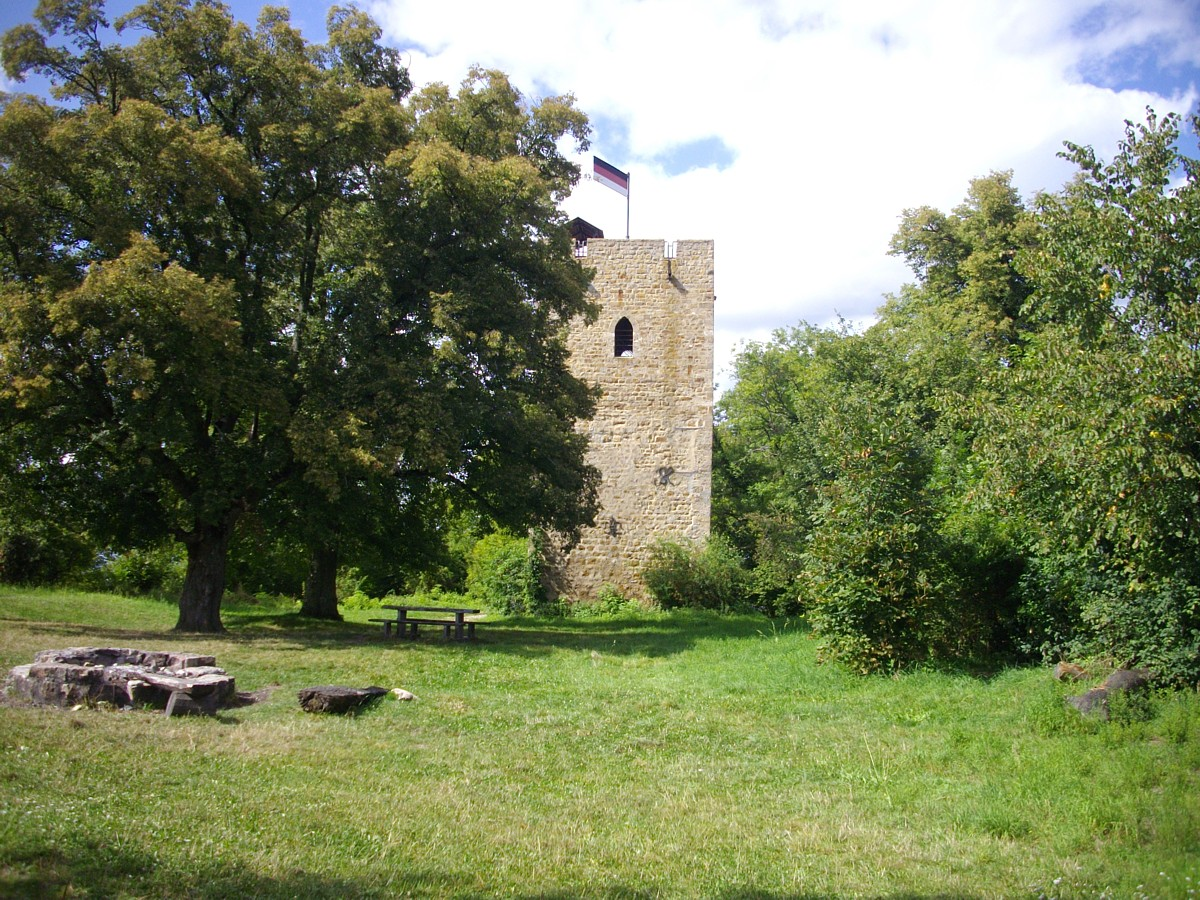
Aussichtsturm auf der Achalm bei Eningen

- Achalm (707 m) mit Aussichtsturm und mittelalterlichen Mauerresten
- Arbachtal
- Übersberg mit Mädlesfels
- Obtal mit Waldfreibad
- Ebene mit Rangenbergle
- Bürzlenberg "Schöne Aussicht"[12]
- Panoramaweg – Rundwanderweg[13]

### Sport
- Waldfreibad
- TSV Eningen, Sportanlagen im Arbachtal
- SKV Eningen, Sportanlagen im Arbachtal
- Trimm-Dich-Pfad Metzinger Wald
- Trimm-Dich-Pfad St.Johann-Würtingen
- Ortsgruppe Eningen des Schwäbischen Albvereins, 1995 mit der Eichendorff-Plakette ausgezeichnet[14]

### Musik
- Musikschule der Gemeinde Eningen unter Achalm
- Musikverein Eningen e. V.
- Gesangverein 1833 Eningen u. A.
- Kirchenchöre der katholischen und evangelischen Kirchengemeinden
- Posaunenchor der evangelischen Kirchengemeinde
- Jagdhornbläserkameradschaft Eningen unter Achalm

### Kunst
- Förderverein Eninger Kunstwege e. V.
- Freundeskreis Paul Jauch e. V.
- Sport- und Kulturverein 1889 e. V. Eningen
- Fotofreunde Eningen e. V., gegr. 2019

## Gesunde Gemeinde

### Modellgemeinde Eningen
Eningen war eine von drei Modellgemeinden im Landkreis Reutlingen, welche am 8. Mai 2015 durch die damalige Baden-Württembergische Sozialministerin Katrin Altpeter und Landrat Thomas Reumann für drei Jahre zur gesunden Gemeinde zertifiziert wurden. Die Rezertifizierung erfolgte am 15. November 2018 während der Gemeinderatssitzung durch Landrat Reumann.
Neben Eningen unter Achalm wurden damals auch die Gemeinden Hohenstein (Landkreis Reutlingen) und Hülben zu Modellgemeinden.
Mittlerweile sind auch die Gemeinden Dettingen an der Erms, Grafenberg (Landkreis Reutlingen), Walddorfhäslach und Wannweil zertifizierte gesunde Gemeinden.

### Aufgaben der gesunden Gemeinde
Das Hauptziel sei, dass Gesundheit als Wert erkannt werden möge und in der Gesellschaft stärker anerkannt werden solle. Die Aufgabe der gesunden Gemeinde ist es, verschiedene Gesundheitsangebote im Ort zu vernetzen und die Bürger zu einem gesunden Lebensstil zu animieren. Hierbei entsteht der ehrenamtliche "Arbeitskreis gesunde Gemeinde", ein kommunales Netzwerk aus Ärzten, Bürgern, Vereinen, Firmen und der Gemeindeverwaltung, welche ihr Fachwissen bündeln. Hieraus ergingen in den letzten Jahren das Gesundheitsforum Eningen, welches medizinische Vorträge und Workshops anbietet oder auch das Netzwerk Demenz, welches Betroffene und Angehörige informiert und berät.

## Wirtschaft und Infrastruktur

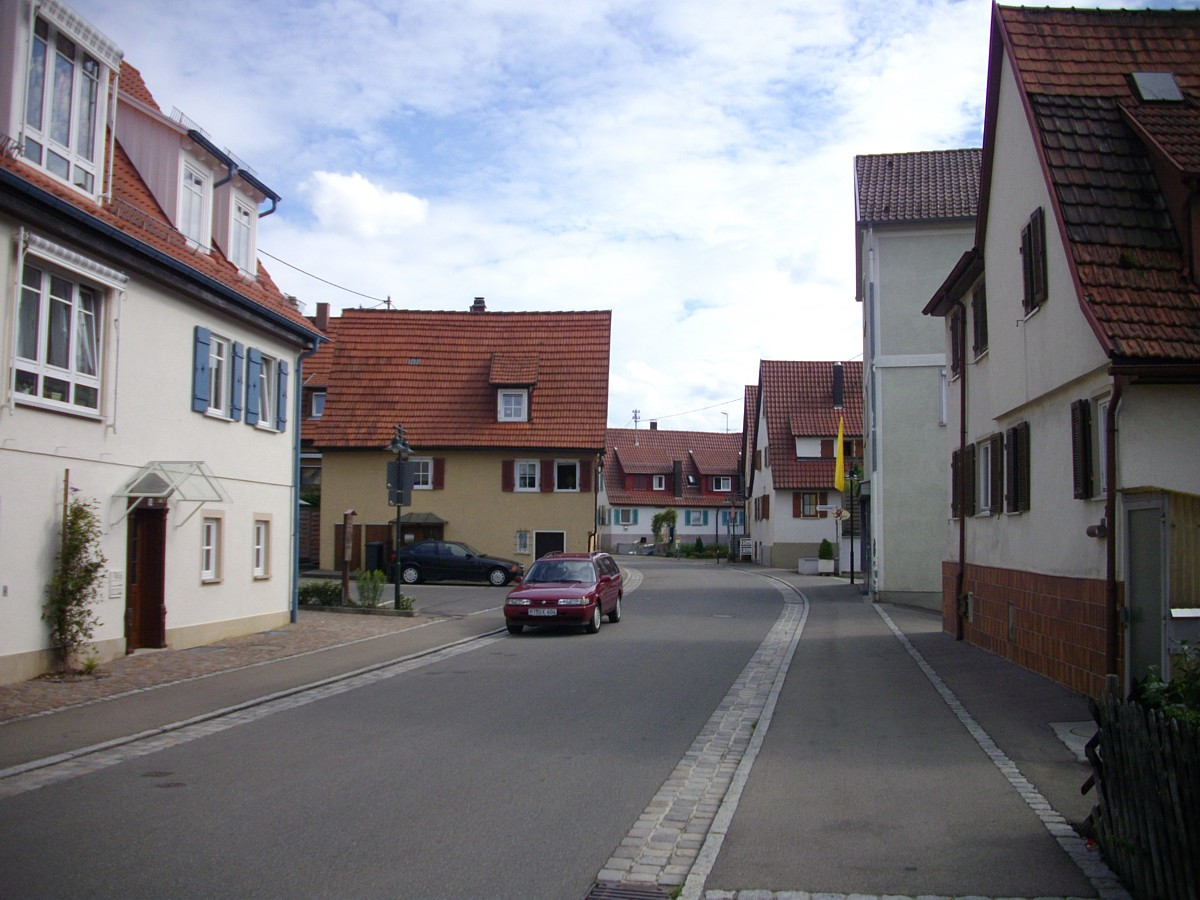
Burgstraße in Eningen

### Verkehr
Durch die Gemeinde führt die Landesstraße 380 und verbindet sie im Westen mit Reutlingen und Pfullingen und im Osten mit St. Johann.
Die Kreisstraße 6714 verbindet Eningen im Norden mit Metzingen. Die Landesstraße 380a zweigt von dieser ab und führt über Metzingen-Glems nach Metzingen-Neuhausen.
Die Bundesstraße 312 tritt am Südbahnhof Reutlingen in Eninger Gemeindegebiet ein und hat etwa zwei Kilometer südwestlich des Ortskerns eine Abzweigung nach Eningen.
Der Öffentliche Personennahverkehr wird durch den Verkehrsverbund Neckar-Alb-Donau (NALDO) gewährleistet. Die Gemeinde befindet sich in der Wabe 220 und wird durch die Linien 1 und 11 des Reutlinger Stadtverkehrs mit Reutlingen verbunden. Ab 1899 war der Ort ferner durch die dampfbetriebene Lokalbahn Reutlingen–Eningen mit der Kreisstadt verbunden. Diese ging 1912 in der elektrischen Straßenbahn Reutlingen auf und war bis 1974 in Betrieb.

### Medien

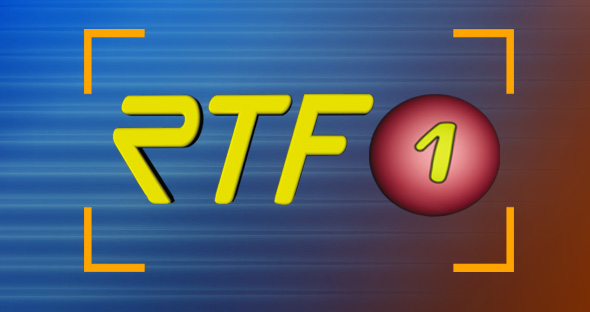
Logo von RTF.1

Eningen unter Achalm ist Sitz mehrerer Fernsehsender:
- RTF.1, Reutlinger Tübinger Fernsehen, privater Fernsehsender für die Landkreise Reutlingen, Tübingen und den Zollernalbkreis. Es startete am 15. November 1999 sein Programm.
- Prometheus Wissenschaftsfernsehen, privater landesweiter Fernsehsender im digitalen Kabelnetz von Baden-Württemberg. Sendestart war im Dezember 2003.
- studio live junges fernsehen, privater landesweiter Fernsehsender im digitalen Kabelnetz von Baden-Württemberg. Sendestart war im Jahr 2004.
- Literaturfernsehen, privater landesweiter Fernsehsender im digitalen Kabelnetz von Baden-Württemberg. Sendestart war im Jahr 2006.
- BWeins Landtags- und Hauptstadtfernsehen, privater landesweiter Fernsehsender im digitalen Kabelnetz von Baden-Württemberg. Erster privater Parlamentskanal der Bundesrepublik Deutschland. Sendestart war im Jahr 2006.

## Persönlichkeiten

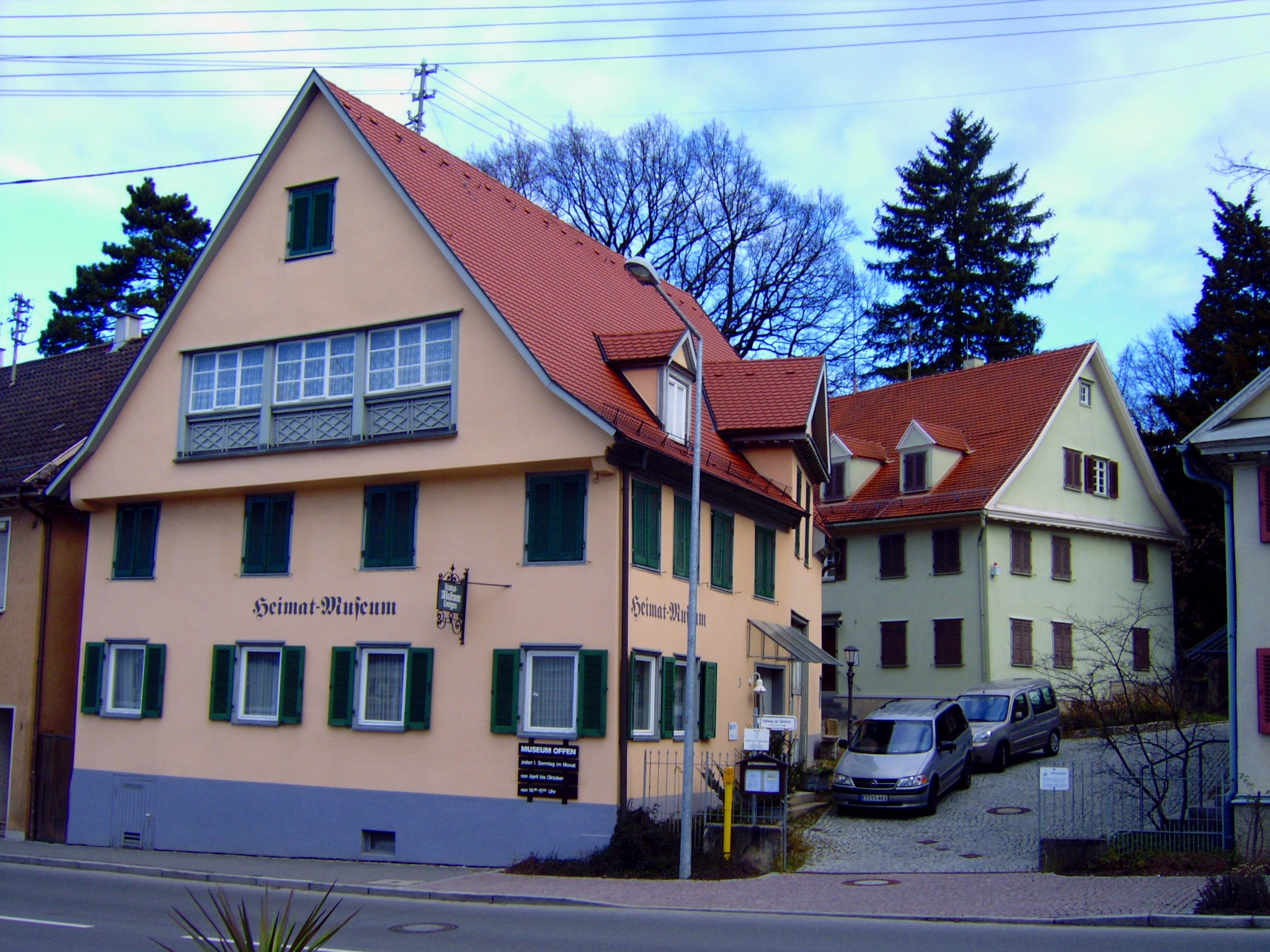
Heimatmuseum Eningen mit Paul-Jauch-Haus

### Ehrenbürger
- Carl Maximilian Eifert, Eninger Pfarrer von 1849 bis 1881[17]

### Träger der Bürgermedaille
- 1989: Franz-Georg Brustgi
- 1992: Dieter Baumann
- 1992: Jean-Paul Gysin
- 1998: Reinhold Rall
- 2015: Karl Rall[18]

### Söhne und Töchter der Gemeinde
- Robert Friedrich Rall (1849–1935), Baumwollfabrikant in Urspring
- Rudolf Kittel (1853–1929), evangelischer Theologe (Alttestamentler)
- Eugen Kittel (1859–1946), Ingenieur im Eisenbahnbau

### Persönlichkeiten, die vor Ort gewirkt haben
- Johann Georg Hegel (1615–1680), 1649–1680 Pfarrer in Eningen, der Stammvater des Philosophen Georg Wilhelm Friedrich Hegel
- Friedrich Christoph Steinhofer (1706–1761), 1756–1759 Pfarrer in Eningen, berühmter Erbauungsschriftsteller
- Edmund von Pfleiderer (1842–1902), Philosoph, war Vikar in Eningen
- Karl Gußmann (1887–1909), bedeutender Geologe, der die Gußmannshöhle bei Lenningen entdeckte
- Paul Jauch (1870–1957), der durch seine Mörike-Illustrationen bekannt gewordene Zeichner lebte ab 1913 als freischaffender Künstler in Eningen
- Alfred Baeumler (1887–1968), Philosoph und Pädagoge, spielte eine führende Rolle bei der Gestaltung der Erziehung im Nationalsozialismus, lebte und arbeitete nach Gründung der Bundesrepublik in Eningen
- Helene Lange (1848–1930), Frauenrechtlerin, verbrachte 1864 ein prägendes Jahr im Eninger Pfarrhaus[19]
- HAP Grieshaber (1909–1981), bildender Künstler, expressionistischer Grafiker und Holzschneider, lebte von 1947 bis zu seinem Tod an der Ostflanke der Achalm
- Gudrun Krüger (1922–2004), bildende Künstlerin
- Ulrich Raschke (1943–1999), Lyriker
- Franziska Brauße (* 1998), Radsportlerin, Europameisterin, 11-fache deutsche Meisterin und Olympiasiegerin[20]
- Ernst Saulmann (1881–1946), Industrieller und Kunstsammler, bis 1937 Inhaber der Mechanischen Baumwollweberei